# Raszowa (powiat opolski)
Raszowa (dodatkowa nazwa w j. niem. Raschau) – wieś w Polsce położona w województwie opolskim, w powiecie opolskim, w gminie Tarnów Opolski.

Herb miejscowości od 2021

W latach 1975–1998 miejscowość należała administracyjnie do województwa opolskiego. 
W Raszowej działa szkoła montessoriańska – Zespół Szkolno-Przedszkolny Stowarzyszenia Pro Liberis Silesiae.

## Integralne części wsi Raszowa[5]
| SIMC    | Nazwa  | Rodzaj    |
| ------- | ------ | --------- |
| 0504019 | Białoń | część wsi |

## Zabytki
Do wojewódzkiego rejestru zabytków wpisany jest:
- kościół par. pw. Opatrzności Bożej, z 1791 r., 1938 r.